# Cucullia leptographa
Cucullia leptographa là một loài bướm đêm trong họ Noctuidae.